# Salzburger Festspiele
Die Salzburger Festspiele gelten als das weltweit bedeutendste Festival der klassischen Musik und darstellenden Kunst. Sie finden seit 1920 jeden Sommer im Juli und August in Salzburg statt. Markenzeichen der Festspiele sind der Jedermann auf dem Domplatz, exemplarische Mozart- und Strauss-Aufführungen, sowie ein vielfältiges und hochkarätiges Schauspiel-, Opern- und Konzert-Programm. Alljährlich werden in den sechs Festspielwochen mehr als 200 Veranstaltungen von mehr als 250.000 Gästen besucht.
Intendant ist seit 2016 Markus Hinterhäuser, dessen Vertrag 2024 vom Kuratorium um eine dritte Amtszeit verlängert wurde. Präsidentin ist seit 1. Jänner 2022 bis Ende 2026 Kristina Hammer.

## Gründung der Festspiele

### Gründungsgeschichte
Schon im Mittelalter wurden große Mysterienspiele aufgeführt und es gab Kostümfeste, die mehrere Tage dauerten. Die erste Oper nördlich der Alpen soll in Salzburg aufgeführt worden sein, im Salzburger Dom waren opulente Messen und Oratorien fest im Jahreszyklus verankert. 1613 gab Fürsterzbischof Markus Sittikus die Hellbrunner Wasserspiele in Auftrag. An der Salzburger Universität wurden unter großer Anteilnahme der Bevölkerung Dramen und Singspiele aufgeführt. Fürsterzbischof Colloredo ließ viele Bräuche verbieten und stellte zahlreiche Feiern ein. Nach seinem Tod kam zum Wiederaufleben zahlreicher Lustbarkeiten und es begann die Mozart-Verehrung mit Mozart-Festen und -Umzügen. Die Begründung der Bayreuther Festspiele im Jahr 1876 und das 100-Jahr-Jubiläum des Don Giovanni im Jahr 1887 förderten Wiener und Salzburger Bemühungen um ein Festival, welches dem genius loci gewidmet sein sollte. „Einige der Proponenten waren durchaus deutschnational, viele Anregungen stammten auch aus der Mozart-Gemeinde in Wien. Doch der Erste Weltkrieg kam dazwischen, und auf die Monarchie folgte die Republik Österreich.“
Max Reinhardt (1873–1943), dessen Karriere als Schauspieler 1893 am Stadttheater Salzburg begonnen und der ab 1901 in Berlin ein  Theaterimperium aufgebaut hatte, wurde ab 1904 vom Dramatiker Hermann Bahr (1863–1934) in dessen Planungen für Salzburger Feste einbezogen. Schon damals war der Domplatz als Spielstätte geplant, Anna Mildenburg sollte Opern inszenieren, Reinhardt Theaterstücke. Die Pläne scheiterten, wie schon mehrfach zuvor, an der fehlenden Finanzierung.

Gründer der Festspiele
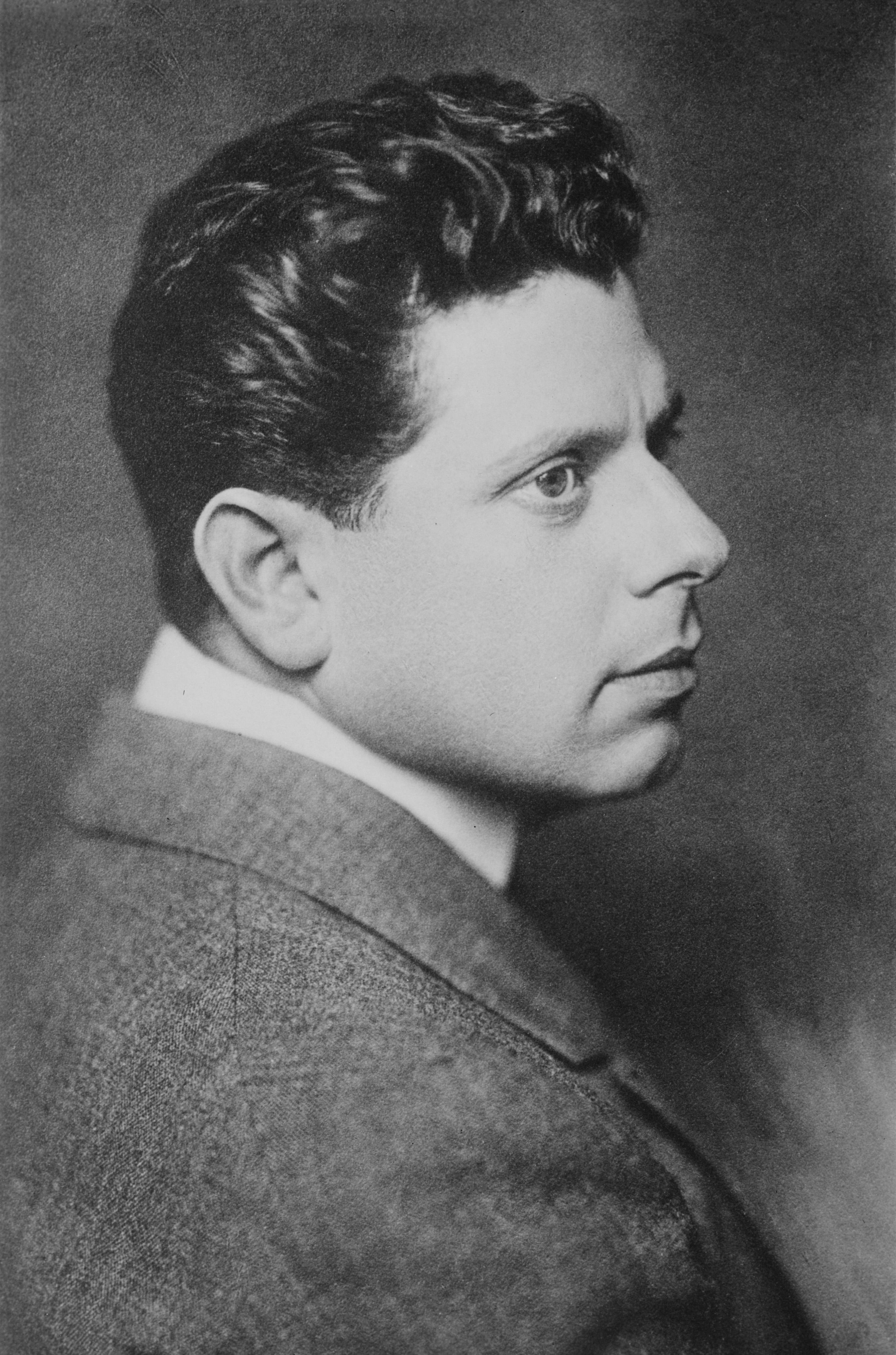
Max Reinhardt
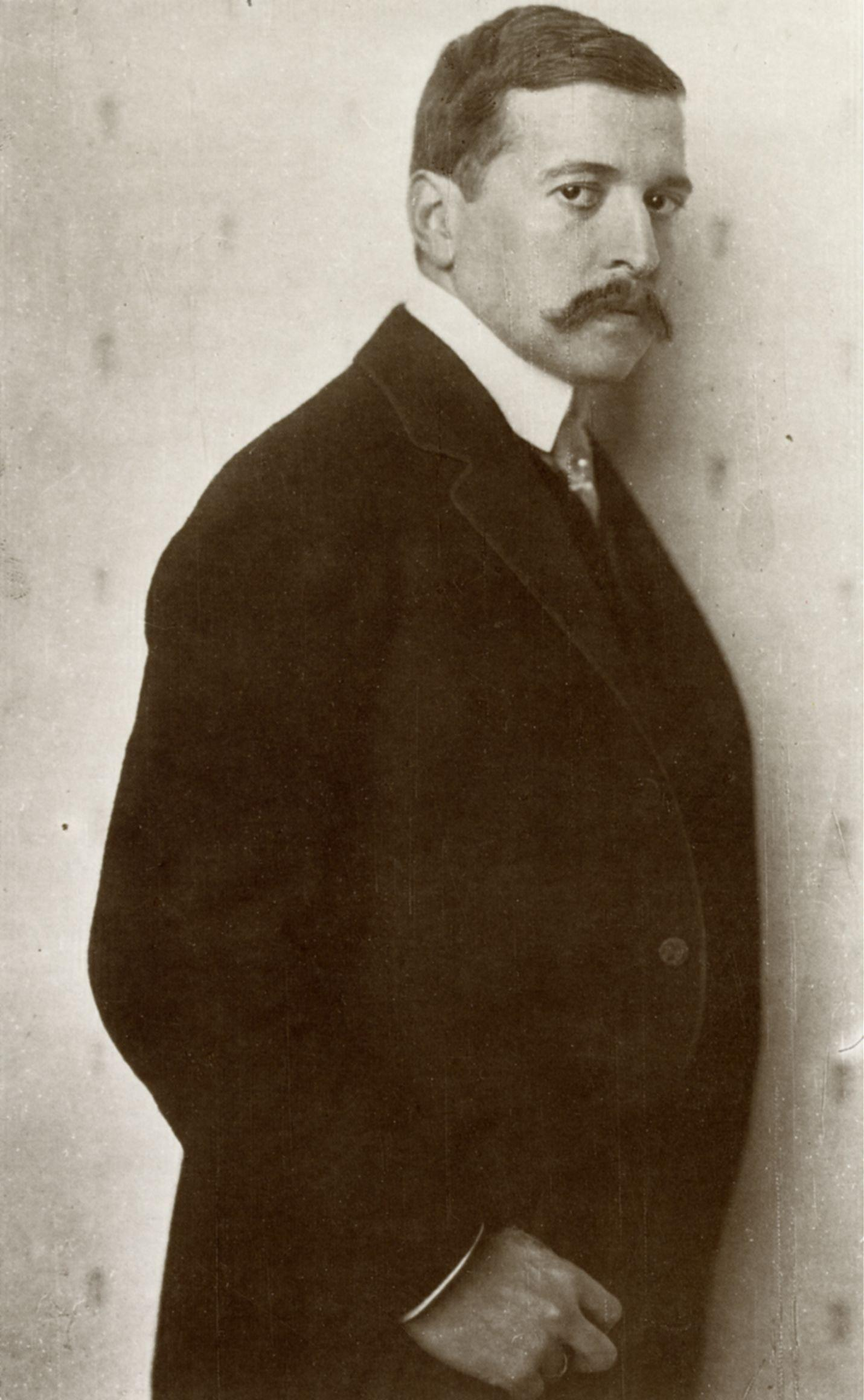
Hugo von Hofmannsthal
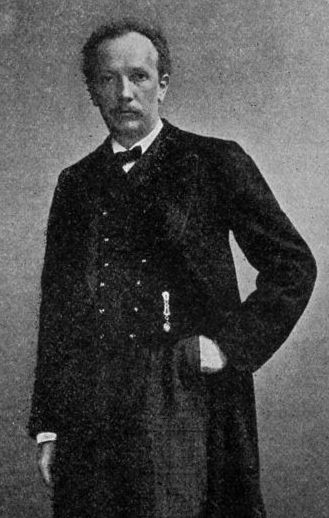
Richard Strauss

Nachdem Max Reinhardt im Jahr 1918 das Schloss Leopoldskron erworben hatte und sich jeden Sommer in Salzburg aufhielt, konkretisierten sich die Planungen. Gemeinsam mit Hugo von Hofmannsthal (1874–1929) konzipierte er bereits im September desselben Jahres ein Projekt „des bayrisch-österreichischen Stammes“ als Antipode zum preußischen: „das, was in Bayreuth, gruppiert um ein norddeutsches Individuum, Wagner, geübt wird, hier um ein ungleich komplexeres und höheres Zentrum, die Kunst Österreichs, herumzubauen…“. Damit war der Gegensatz der beiden Festspielideen schon programmatisch festgeschrieben: Bayreuth hoch exklusiv, ein Haus, ein Komponist, alles allein auf dessen Werk zentriert, davon aber auch nur die zehn Greatest Hits (folglich doppelte Exklusivität). Salzburg hingegen inklusiv, mit drei Achsen: Schauspiel, Oper, Konzert, heute in drei Festspielhäusern und auf zahlreichen weiteren Plätzen der Stadt, Konzertsälen, Kirchen und Bühnen, im Freien und in geschlossenen Räumen, offen für Neues, aber stets im Ringen darum, ob das Gezeigte dem hohen Qualitätsanspruch Genüge tut. Zwei Welten also, wiewohl das Grundbestreben beider Festivals das Feiern des Fests zu Ehren eines Komponisten war, die Beförderung des Weihevollen, Eindrucksvollen, Erhabenen.

## Geschichte der Festspiele
Der verlorene Weltkrieg, die verlorene monarchische und übernationale Realität und die Weiterentwicklungsüberlegungen zur kulturellen Identität, sowie die Notwendigkeit den Tourismus anzukurbeln, trugen wesentlich dazu bei, dem Festspielgedanken Auftrieb zu geben. Hugo von Hofmannsthal bekräftigte bei seinen Gründungsüberlegungen besonders die Schaffung einer kulturellen Basis für die trotzdem andauernde und nun besonders notwendige Mission des „theresianischen Menschen“ als Miterben des Heiligen Römischen Reiches beziehungsweise der Donaumonarchie zur weiteren Vermittlung zwischen den europäischen Ethnizitäten durch die Anwendung ausgleichender ritterlicher paneuropäischer habsburgischer Werte.
Die Salzburger Festspiele sollten entsprechend den politischen und staatsrechtlichen Schriften Hofmannsthals (die im Rückblick auf den damals aufkommenden Nationalsozialismus hellseherisch wirken) als Gegenstück zur Preußisch-Norddeutschen kompromisslosen bzw. alternativlosen Weltsicht die völkerverbindenden und ausgleichenden habsburgischen Grundsätze des „Leben und Leben lassen!“ betonen. Es sollten die Kompromissfindung, die katholische Weltsicht zwischen irdischen Freuden und Gewissheit der Vergänglichkeit und der Stolz auf regionale Besonderheiten (z. B. Handwerk, Traditionen etc.) gezeigt und auch gefördert und erhalten werden. Hofmannsthal war damit auf einer Linie mit vielen Schriftstellern und Künstlern seiner Zeit wie Stefan Zweig, Joseph Roth aber auch James Joyce, welcher in der weltoffenen Hafenstadt Triest mit dem Vielvölkerstaat Österreich-Ungarn in Kontakt getreten war und das untergegangene Staatswesen rückblickend mit „They called the Austrian Empire a ramshackle empire, I wish to God there were more such empires“ klassifizierte.
Im Jahr 1920 fanden schließlich (nach jahrzehntelangen Diskussionen, Konzeptionen und Planungen) die ersten Salzburger Festspiele statt. Reinhardt wählte Hofmannsthals Jedermann, ein Stück, das er selbst im Dezember 1911 im Berliner Circus Schumann zur Uraufführung gebracht hatte, den Domplatz als Spielort und Alexander Moissi als Hauptdarsteller. In der Retrospektive erscheint die Wahl des Stückes ideal, des Spielorts kongenial und des Hauptdarstellers exzellent. Was im preußisch-protestantischen Berlin der Vorkriegszeit noch antiquiert und deplatziert wirkte, kam vor der Kulisse des barocken Salzburger Doms in der erzkatholischen Stadt Salzburg bestens zur Geltung. Das Stück wurde zum Dauerbrenner und zum Markenzeichen der Festspiele. Heute verzeichnen die alljährlich vierzehn Aufführungen rund 35.000 Zuseher; der Jedermann ist meist ausverkauft. 

Jedermann in Salzburg
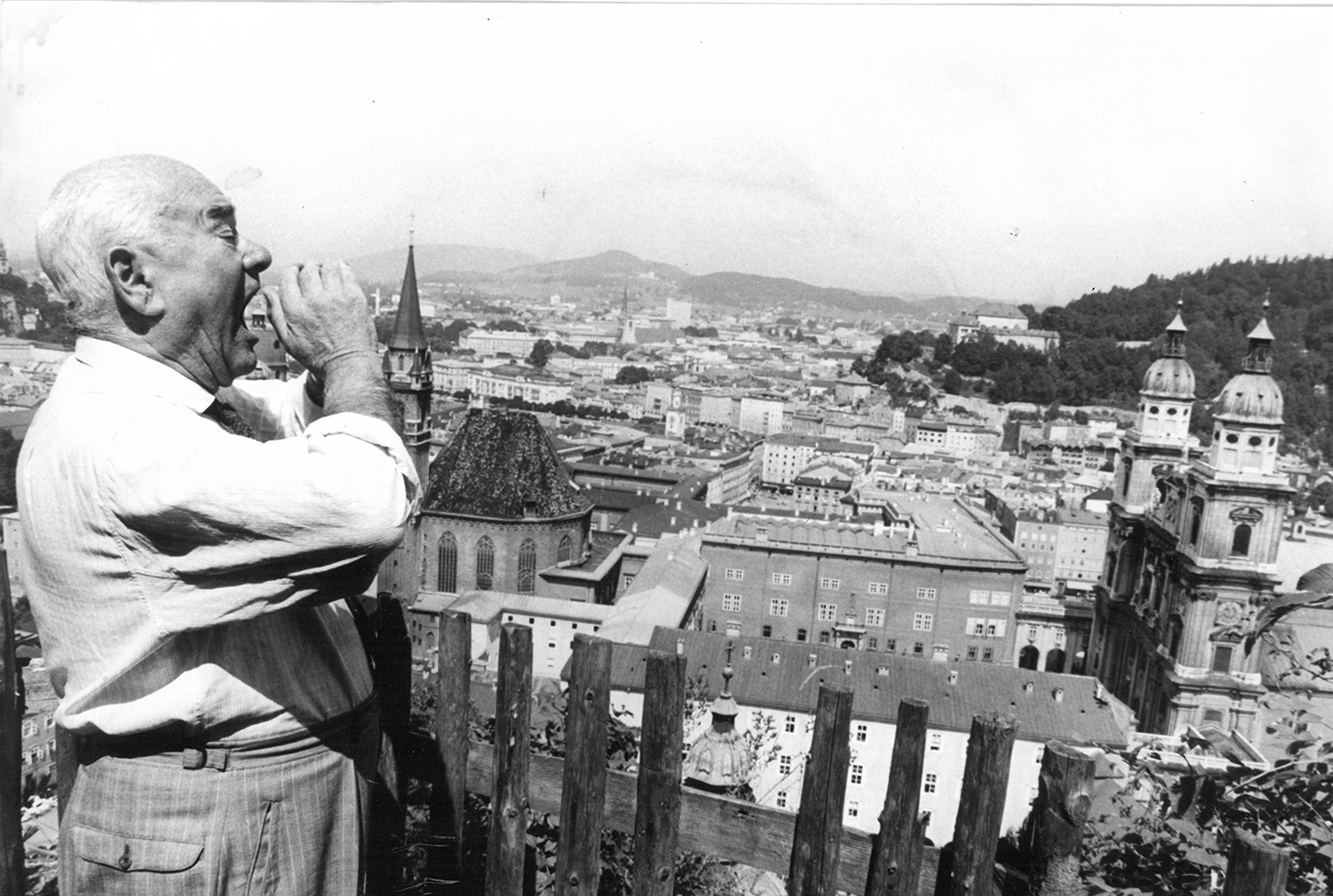
Jedermann-Rufer 1970
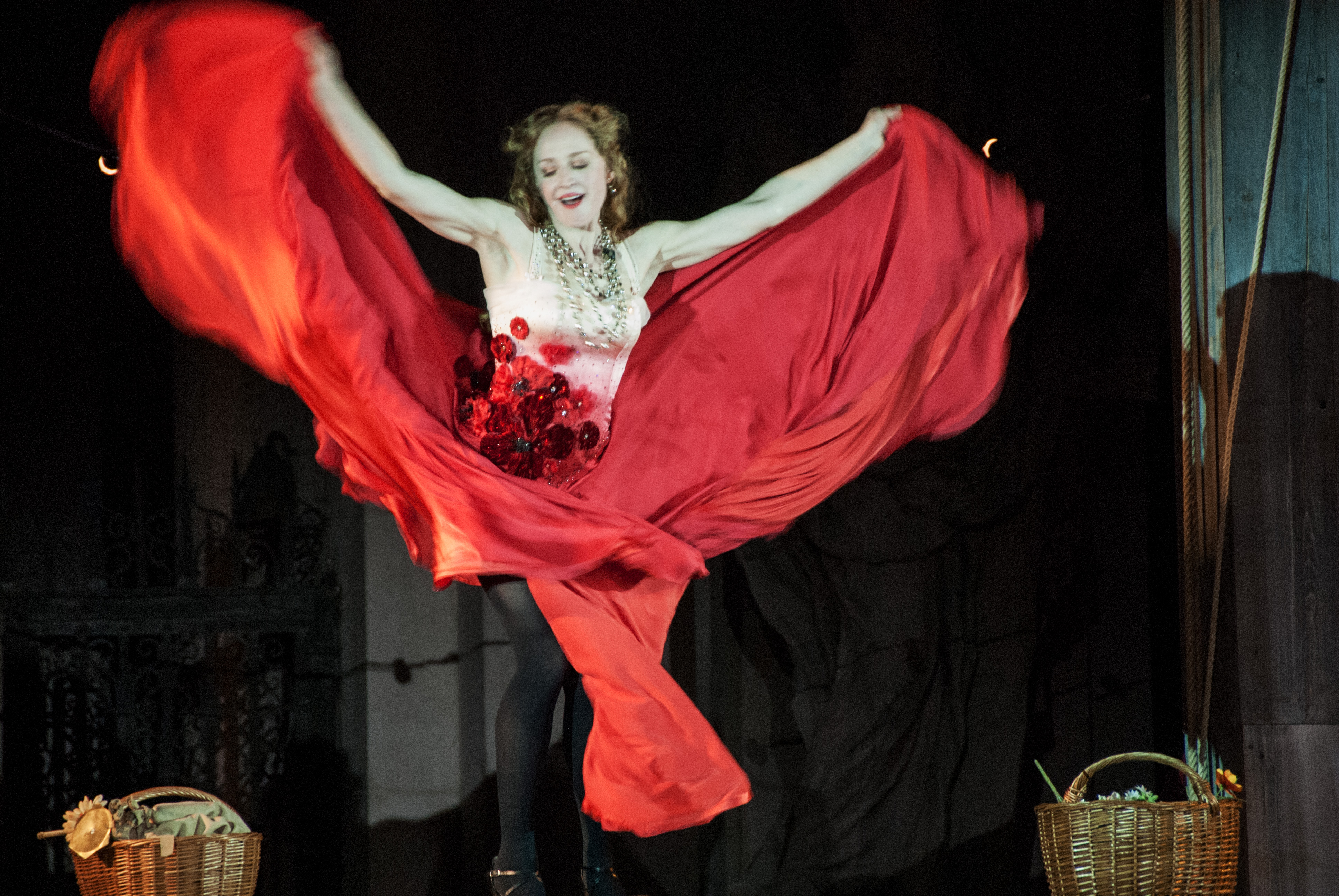
Buhlschaft 2014
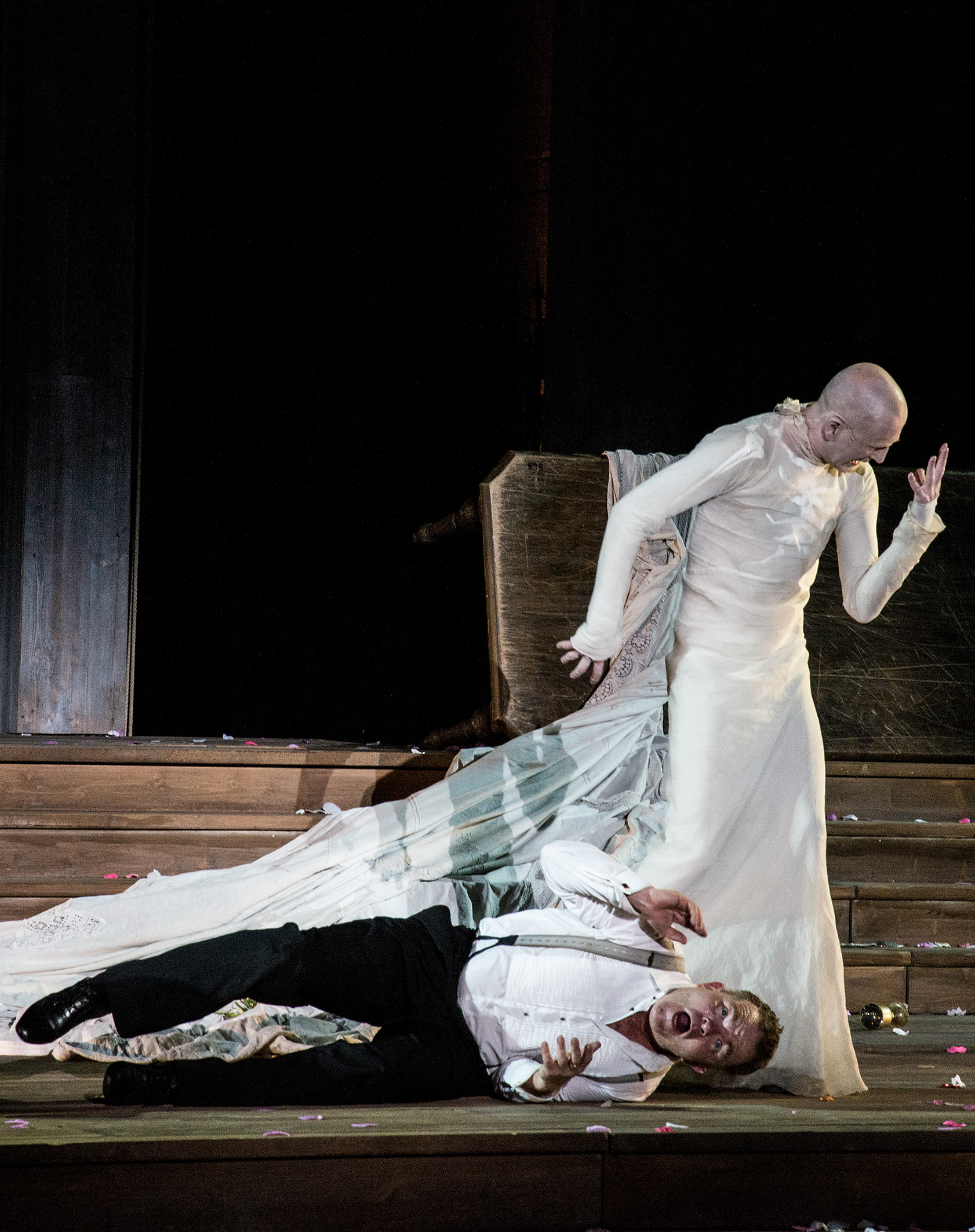
Jedermann und Tod 2014
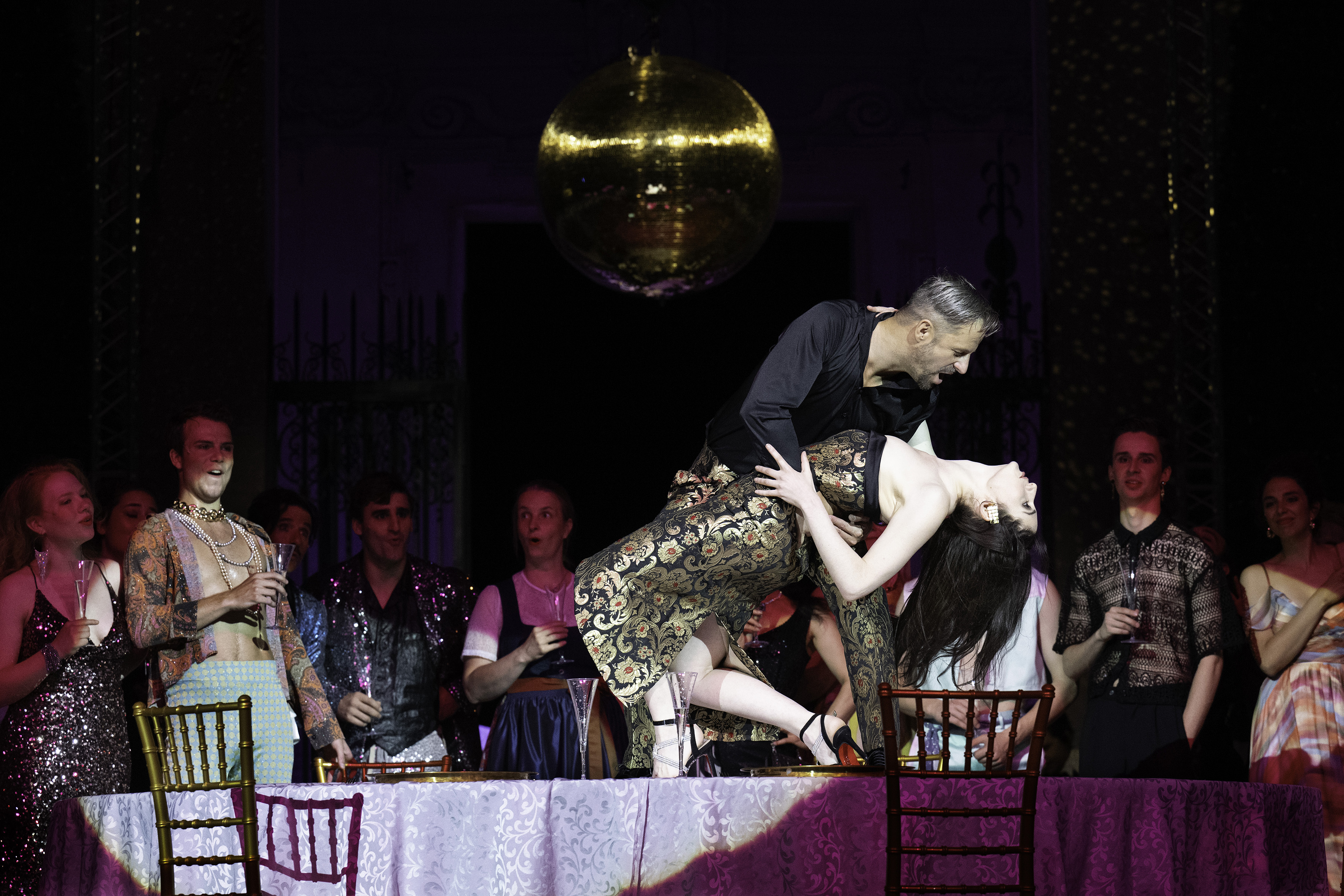
Tischgesellschaft 2024

Reinhardt sollte auch – mit seiner sicheren Hand in der Auswahl malerischer Spielstätten – die kommenden Jahre der Festspiele prägen, bis in den frühen 1930er Jahren die Oper die erste Geige übernahm. Reinhardt gelang 1933 mit dem Faust in Clemens Holzmeisters Fauststadt in der Felsenreitschule noch einmal ein nachhaltiger Erfolg. 
Als der Leiter des Salzburger Mozarteums, Bernhard Paumgartner (1887–1971), sich erlaubte, im Jahr 1921 zusätzlich zum Jedermann einige Konzerte mit lokalen Kräften anzusetzen, war Richard Strauss erbost. Er, der die Festspielidee maßgeblich unterstützt hatte, fürchtete die Einkehr der Provinzialität, griff zu Telefon und Taktstock, engagierte die Wiener Philharmoniker und die Wiener Staatsoper, dirigierte selbst 1922 – als erste Opernaufführung der Festspiele – Mozarts Don Giovanni  und danach auch dessen Così fan tutte. Dem Dirigenten Franz Schalk wurden Le nozze di Figaro und Die Entführung aus dem Serail überantwortet. Bühnenbilder aller vier Mozart-Opern dieses Jahres war Alfred Roller (1864–1935), der die Ästhetik der Salzburger Opern- und Schauspielproduktionen der ersten fünfzehn Jahre prägen sollte. Von 1922 bis 1924 fungierte Strauss auch als Präsident der Festspiele; er blieb ihnen bis zu seinem Tod verbunden. Die Uraufführung seiner letzten Oper (Die Liebe der Danae) fand posthum 1954 in Salzburg statt. Auch Paumgartner blieb – ausgenommen die NS-Zeit – weiter im Spiel, institutionalisierte 1949 die Mozart-Matineen und 1950 die c-Moll-Messe in der Stiftskirche St. Peter, beide mit dem lokalen Mozarteumorchester, das heute zu den Säulen der Festivals zählt. Paumgartners jahrzehntelange treue Dienste wurden 1960 mit der Direktoriums-Präsidentschaft belohnt (zuletzt Ehrenpräsident), die er bis zu seinem Tod im Jahr 1971 innehielt.
Wegen der COVID-19-Pandemie wurden die Salzburger Festspiele des Jahres 2020 verkürzt und modifiziert.

## Schauspiel
In der Gründungsphase der Festspiele spielten Max Reinhardt und Hugo von Hofmannsthal eine führende Rolle. Reinhardt erklärte die ganze Stadt zur Bühne und inszenierte am Domplatz das mittelalterliche Mysterienspiel Jedermann. Das Spiel vom Sterben des reichen Mannes in einer Neufassung von Hugo von Hofmannsthal. Die Premiere am 22. August 1920 markierte die Geburtsstunde der Festspiele, das Stück steht seit 1926 – ausgenommen die NS-Zeit von 1938 bis 1945 – durchgehend am Spielplan der Festspiele. Reinhardt entdeckte und eröffnete auch die Kollegienkirche, das Schloss Leopoldskron, die Winterreitschule und schließlich die Sommerreitschule als Spielstätten der Festspiele. Winter- und Sommerreitschule wurden mehrfach umgebaut und dienen heute – als Haus für Mozart und Felsenreitschule – überwiegend der Oper und dem Konzert.
Neben dem Iffland-Ring gilt die Hauptrolle im Jedermann als größte Auszeichnung für einen Schauspieler im deutschsprachigen Raum. Sie wird zumeist mit routinierten Theaterschauspielern besetzt, die sich in klassischen Rollen bewährt haben. In der Max-Reinhardt-Inszenierung (1920 bis 1937) wurde der Lebemann von Alexander Moissi, Paul Hartmann und Attila Hörbiger verkörpert. Die Nationalsozialisten verboten weitere Jedermann-Aufführungen wegen jüdischer Vorfahren des Autors. In den Nachkriegsjahren verkörperten Ewald Balser, wiederum Attila Hörbiger, Will Quadflieg, Walther Reyer und Ernst Schröder die Hauptrolle, ehe ab 1973 mit Curd Jürgens, Maximilian Schell und Klaus Maria Brandauer international bekannte Filmschauspieler zum Zuge kamen. Seit den 1990er Jahren wird der Jedermann wiederum überwiegend von Bühnenschauspielern verkörpert – Helmut Lohner, Gert Voss, Ulrich Tukur, Peter Simonischek, Nicholas Ofczarek und Cornelius Obonya. Mit Tobias Moretti spielte ein Schauspieler den Jedermann, der durch das Fernsehen bekannt wurde und zusätzlich auch eine hochrespektierte Bühnenkarriere vorweisen konnte. Es folgten Lars Eidinger, Michael Maertens und seit 2024 Philipp Hochmair. Die Rolle der Buhlschaft – mit sehr wenig Text, aber maximaler Sichtbarkeit – wurde häufig mit populären Fernseh- und Filmstars, wie Nadja Tiller, Christiane Hörbiger, Nicole Heesters, Senta Berger, Marthe Keller, Sophie Rois oder Veronica Ferres besetzt.

Schauspiel in Salzburg
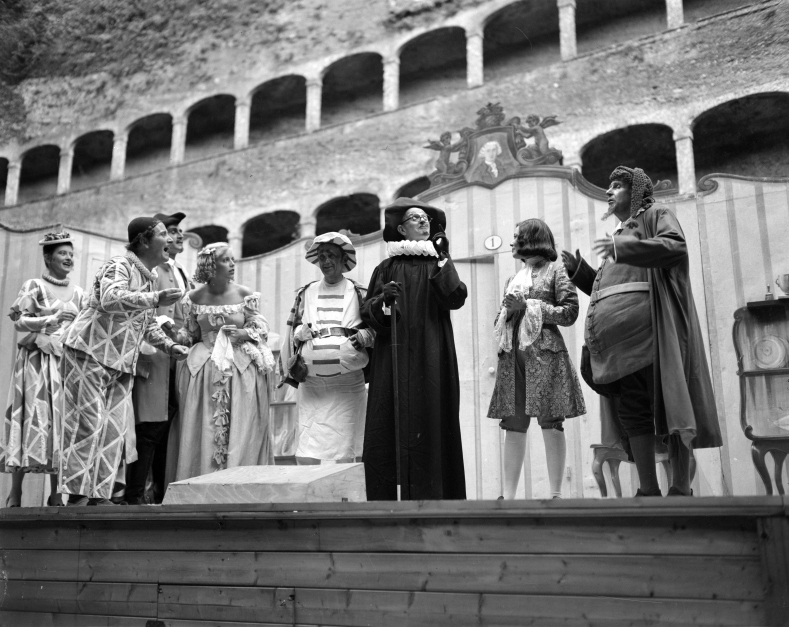
Carlo Goldoni 1946
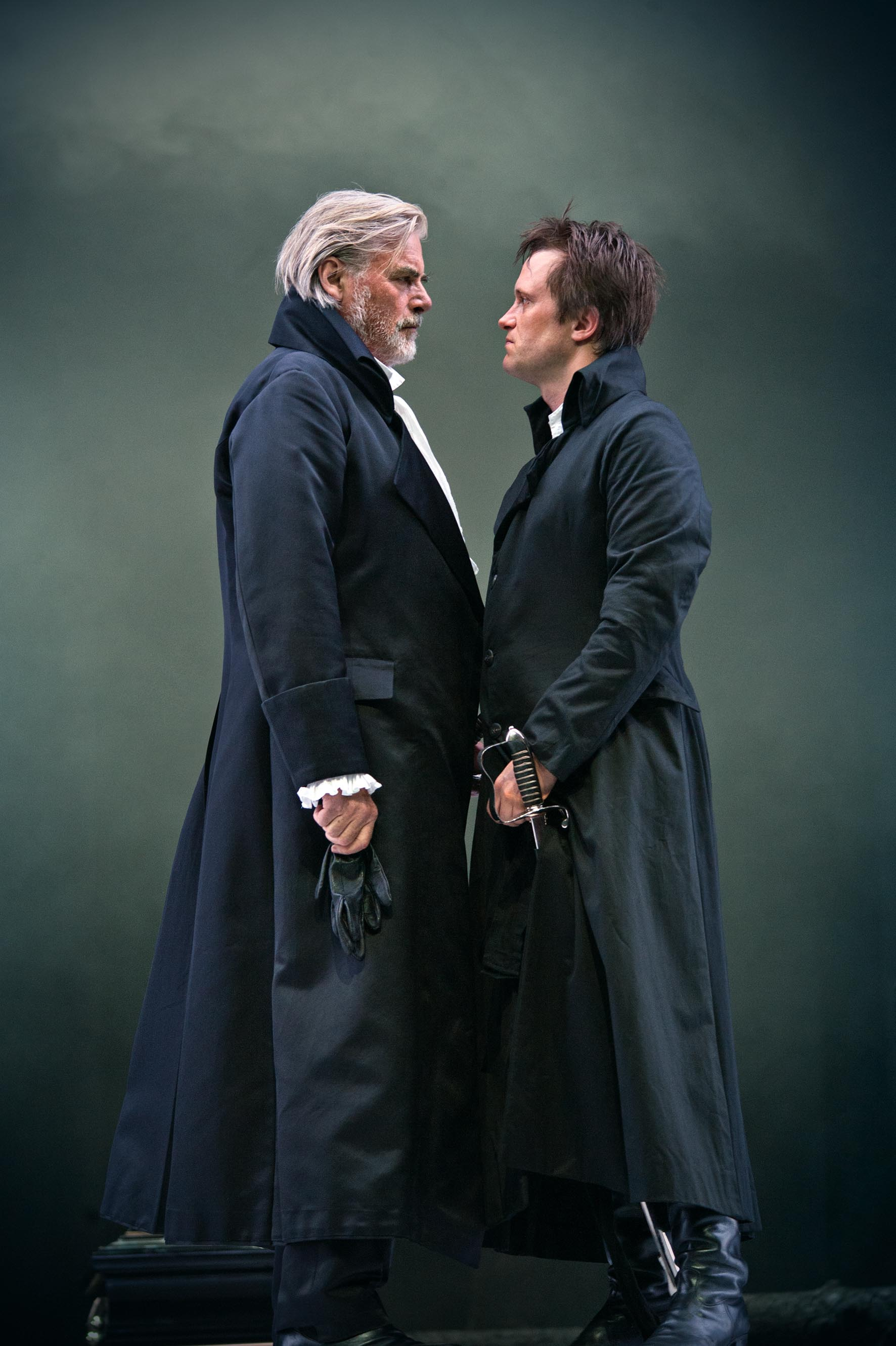
Heinrich von Kleist 2012
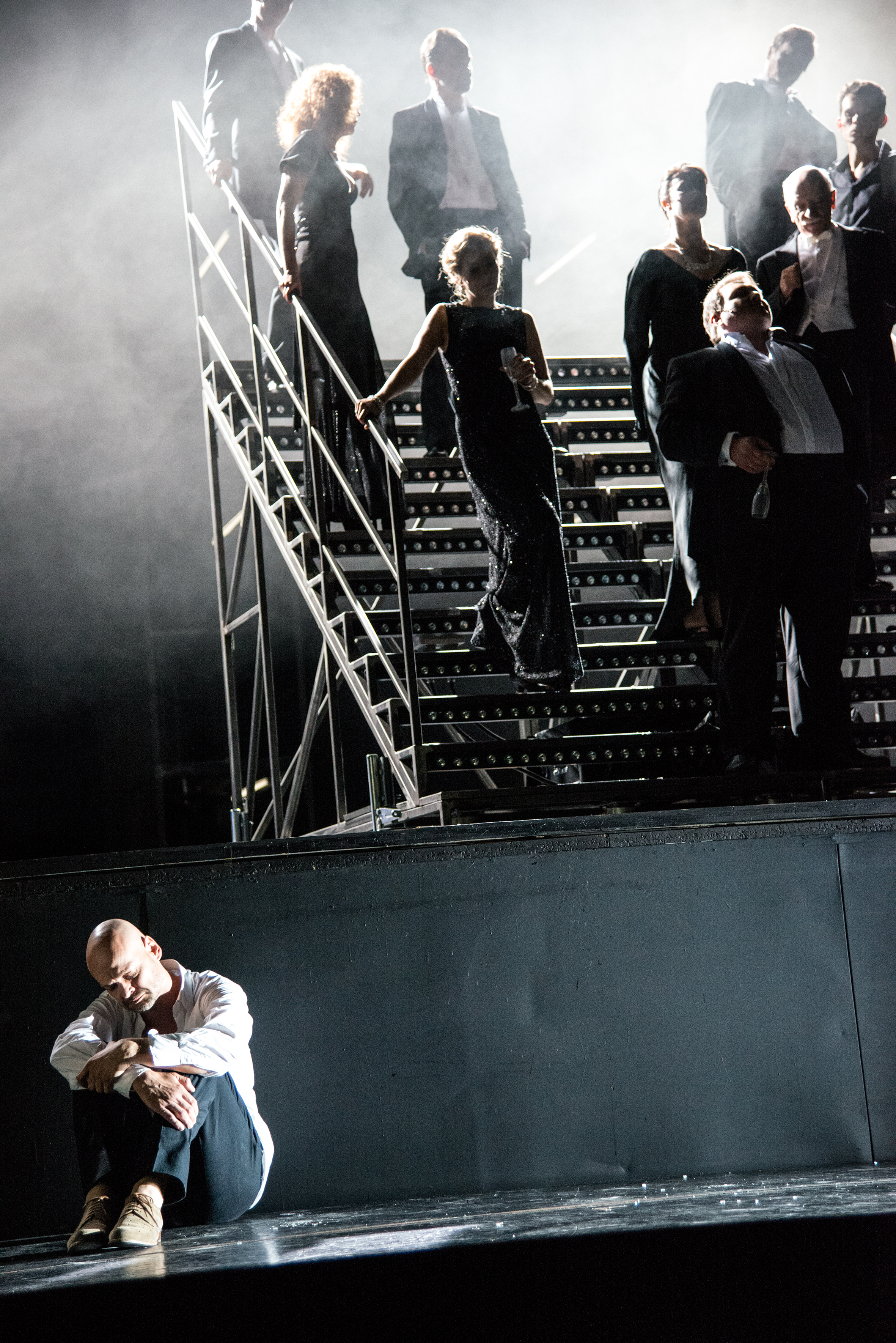
Karl Kraus 2014
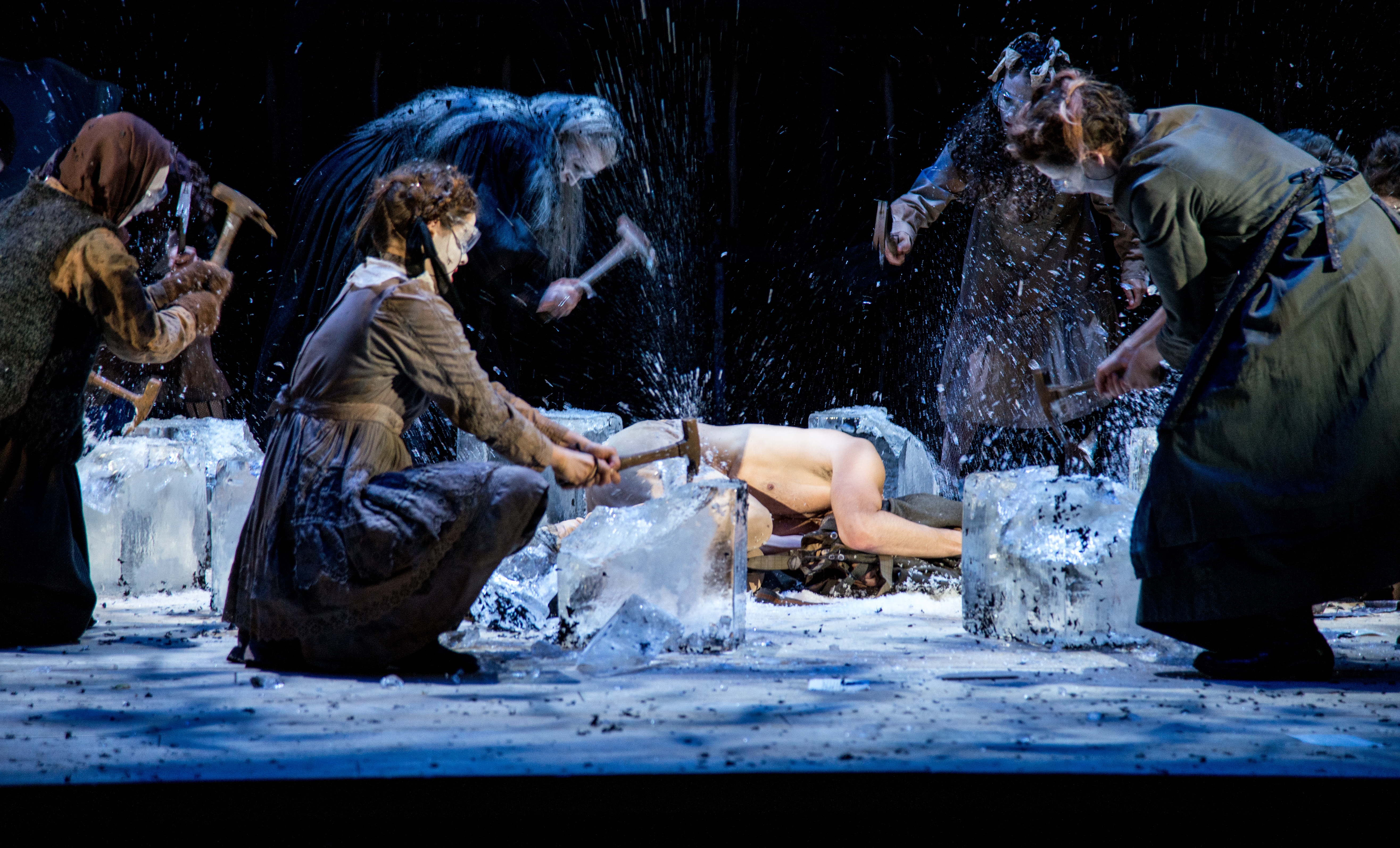
Ödön von Horváth 2014

Getreu dem Motto der Mitgründer – „von allem das Höchste“ – war das Schauspiel in Salzburg von Anfang an auf bereits approbierte Werke der Bühnenliteratur festgelegt. Hofmannsthal selbst war zwar in Salzburg mit seinem Jedermann (und mit seinen Libretti für Strauss-Opern) erfolgreich, ansonsten aber glücklos. Das eigens für die Festspiele verfasste Salzburger große Welttheater wurde nach 1925 nicht wieder aufgeführt, selbst die Komödie über die Seelennöte der Bourgeoisie kurz vor dem Untergang der Doppelmonarchie – Der Schwierige von 1910 – etablierte sich nicht dauerhaft in den Salzburger Spielplänen. Man spielte dort Goldoni und Moliere, fast alles von Shakespeare, Dramen der Antike, Heinrich von Kleist und Weimarer Klassik, Volksstücke von Nestroy und Raimund, fallweise Ibsen und Schnitzler. Als Festspielstück par excellence – neben dem Jedermann – darf der Sommernachtstraum gelten, vorzugsweise mit Mendelssohns Schauspielmusik.
Während in der Oper in Salzburg Uraufführungen schon unmittelbar nach dem Zweiten Weltkrieg gang und gäbe waren, dauerte der Anschluss an die Gegenwart im Schauspiel deutlich länger. In den späten 1950er stellte Oscar Fritz Schuh drei Gegenwartsstücke vor, darunter eine erfolglose Uraufführung Fritz Hochwälders. In den 1960er Jahren versuchte das Europa-Studio zeitgenössische Dramen in Salzburg zu etablieren, in den 1970er und 1980er Jahren kam es immerhin zu fünf Uraufführungen von Thomas-Bernhard-Stücken, propagiert von Josef Kaut, dem weltoffenen Präsidenten der Festspiele. In der Gegenwart angekommen ist Salzburg erst während der Ära Mortier/Stein, die mit der Perner-Insel in Hallein eine weitere Spielstätte eröffnete und zeitnahe Regisseure einlud, sowie in der Folge mit dem Young Directors Project, welches im Jahr 2002 von Jürgen Flimm ins Leben gerufen wurde und bis 2014 bestand. Im Jahr 2014 stand das Schauspielprogramm im Zeichen der 100-jährigen Wiederkehr des Beginns des Ersten Weltkrieges – und zeigte neben den Letzten Tagen der Menschheit auch Forbidden Zone, Ödön von Horváths Don Juan kommt aus dem Krieg und eine Dramatisierung von Gustav Meyrinks Golem.

## Oper
Die Opernproduktionen der Salzburger Festspiele waren über weite Strecken des 20. Jahrhunderts und sind heute noch stilbildend. Die Oper stellt in Salzburg – als Gesamtkunstwerk – den primus inter pares in der Trias Schauspiel, Oper und Konzert dar. Nahezu alle weltweit bedeutenden Dirigenten haben in Salzburg gearbeitet, ebenso die meisten der herausragendsten Sänger, Regisseure, Bühnen- und Kostümbildner. Viele der Aufführungen sind als Tondokumente oder Fernsehmitschnitte für die Nachwelt erhalten.
Der Salzburger Schwerpunkt liegt durchgehend auf Opern von Mozart und Richard Strauss, auf zeitgenössischen Werken, sowie den Festspielopern Orfeo ed Euridice, Fidelio, Don Carlos und Falstaff. Das Mozart-Repertoire beschränkt sich in Salzburg nicht auf die drei da-Ponte-Opern, Die Entführung aus dem Serail und Die Zauberflöte, sondern beinhaltet auch die seltener gespielten Werke. Die erste Opernaufführung der Festspiele war der Don Giovanni unter der musikalischen Leitung von Richard Strauss am 14. August 1922 – ein Gastspiel der Wiener Staatsoper im Salzburger Landestheater. Dank der Wiener Philharmoniker, die in Salzburg alljährlich in erster Besetzung vier bis fünf Opernproduktionen spielen, sind die Interpretationen der Mozart- und Strauss-Opern von exzeptioneller orchestraler Qualität.
Das Salzburger Repertoire wurde – zuerst durch Bruno Walter, Arturo Toscanini und Karl Böhm, schließlich durch Herbert von Karajan – schrittweise erweitert: Walter dirigierte erstmals bei den Salzburger Festspielen Opern von Richard Wagner und Hugo Wolf, Gluck und Donizetti. Toscanini etablierte 1935 Falstaff als genuine Salzburger Festspieloper. Böhm stellte 1951 und 1971 Alban Bergs damals kaum gespielte Oper Wozzeck vor, somit einen Exponenten der Zwölftontechnik. Karajan schließlich popularisierte mit einer breiten Palette weiterer Verdi-Opern, mit Puccinis Tosca und Bizets Carmen das Programm.

Oper in Salzburg
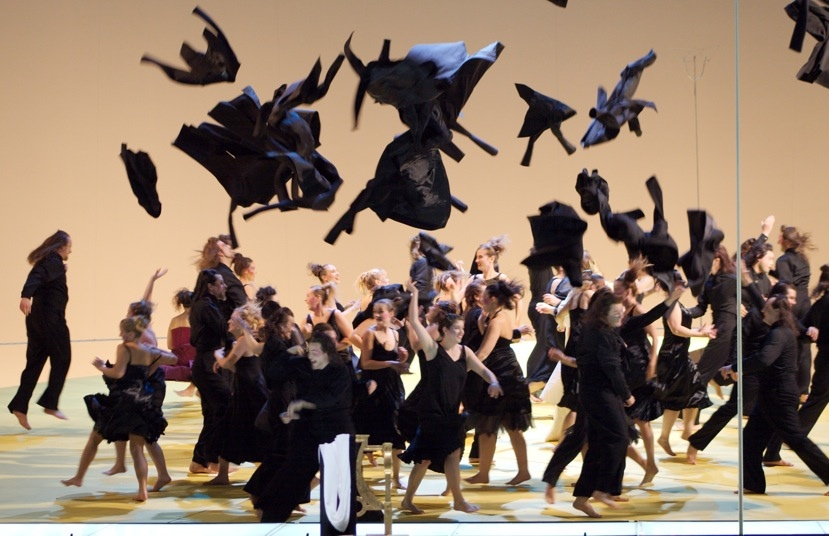
Mozart 2006
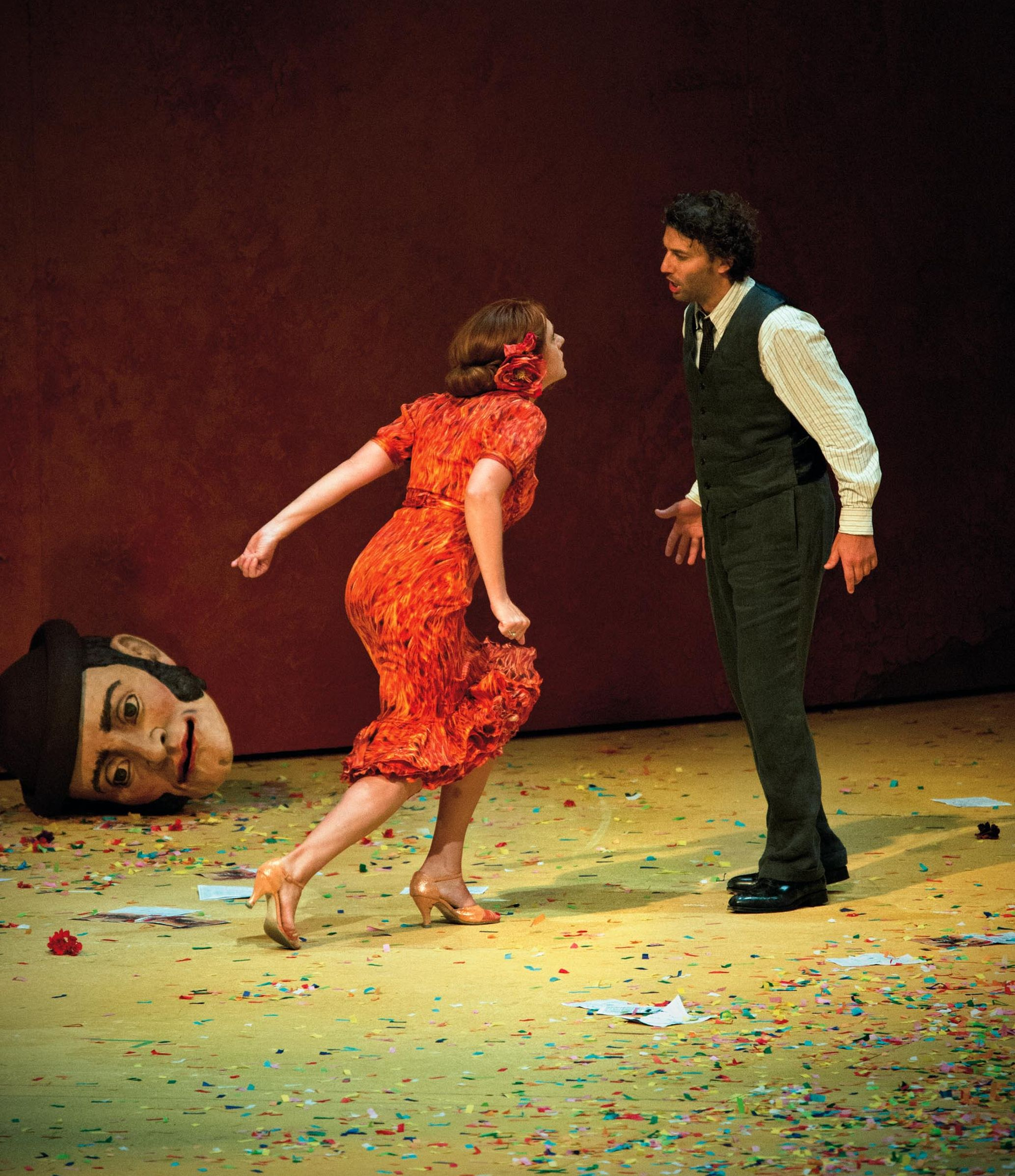
Bizet 2012
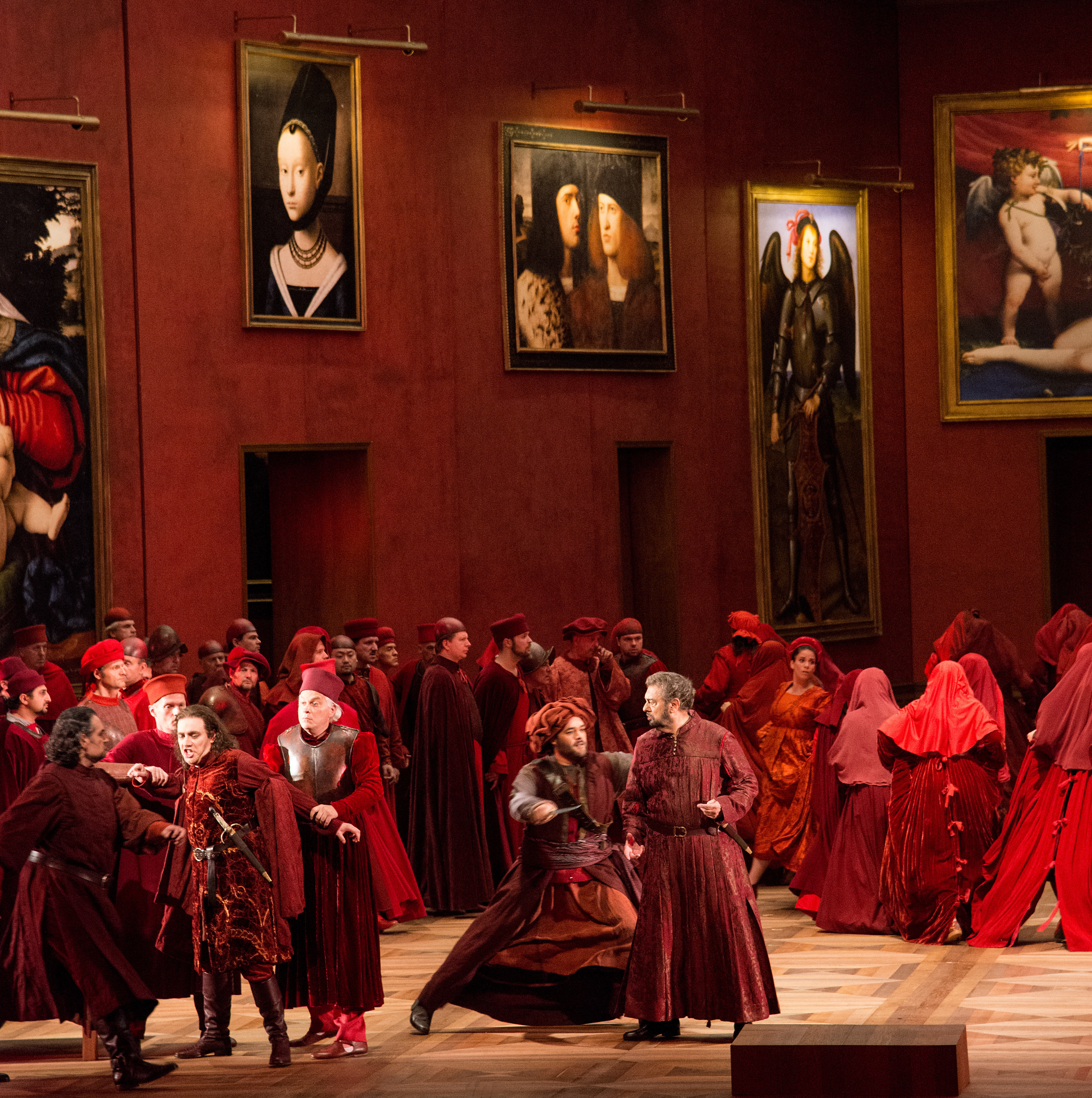
Verdi 2014
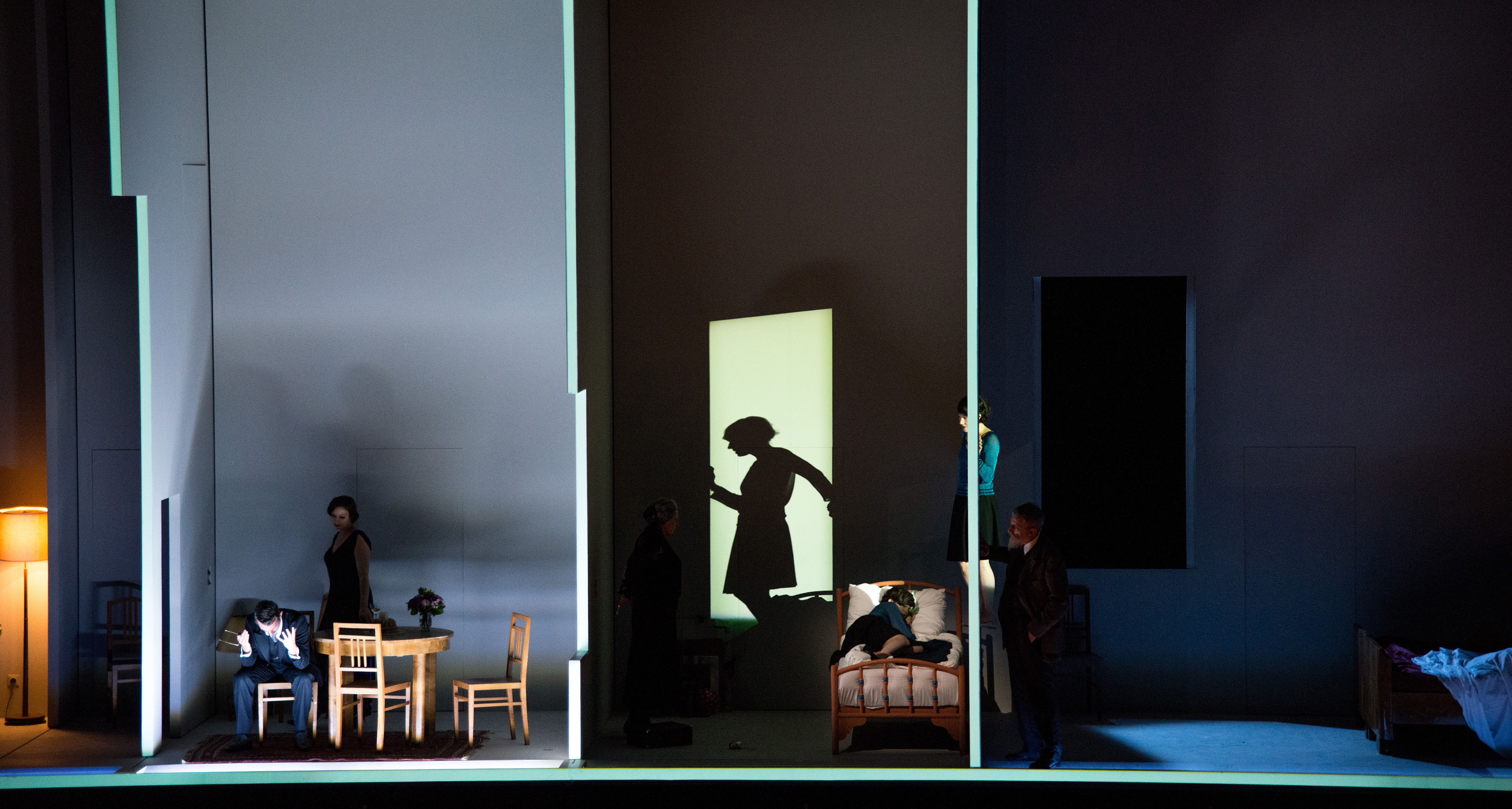
Dalbavie 2014

Die Frühwerke der Oper und das Barock haben recht früh ihren Platz im Salzburger Spielplan gefunden. Gluck wird in Salzburg seit 1930 und Händel seit 1984 szenisch aufgeführt. In den Jahren 1968 bis 1973 erfreute sich Cavalieris selten gespielte Rappresentazione di anima et di Corpo in einer Modellinszenierung von Graf/Colosanti/Moore höchsten Publikumsinteresses. 1971, 1985 und 1993 wurden alle erhaltenen Monteverdi-Opern in Salzburg vorgestellt.
Im Laufe der Zeit haben die Salzburger Festspiele mit nahezu allen großen Opernhäusern der Welt (Wiener Staatsoper, Scala, La Fenice, Opéra de la Bastille, La Monnaie, Metropolitan Opera, Mariinski-Theater) und einigen wichtigen Festivals (Aix-en-Provence, Maggio Musicale Fiorentino) kooperiert. Zumeist wurden diese Co-Produktionen in Salzburg erarbeitet und waren oft noch viele Jahre später an wichtigen Opernhäusern zu sehen wie zum Beispiel Robert Wilsons exemplarische Pelléas-et-Mélisande-Inszenierung aus dem Jahr 1997, die gemeinsam mit der Operá de Paris produziert und noch im Jahr 2012 in Madrid und Barcelona aufgeführt wurde. 2014 stand neben der Uraufführung der Oper Charlotte Salomon von Marc-André Dalbavie auch La Cenerentola, ein neuer Don Giovanni und ein neuer Rosenkavalier auf dem Programm. Außerdem wurden Il trovatore (mit Anna Netrebko und Plácido Domingo) und – erstmals in Salzburg – Schuberts Fierrabras (in einer Peter-Stein-Inszenierung) gegeben.

## Konzert

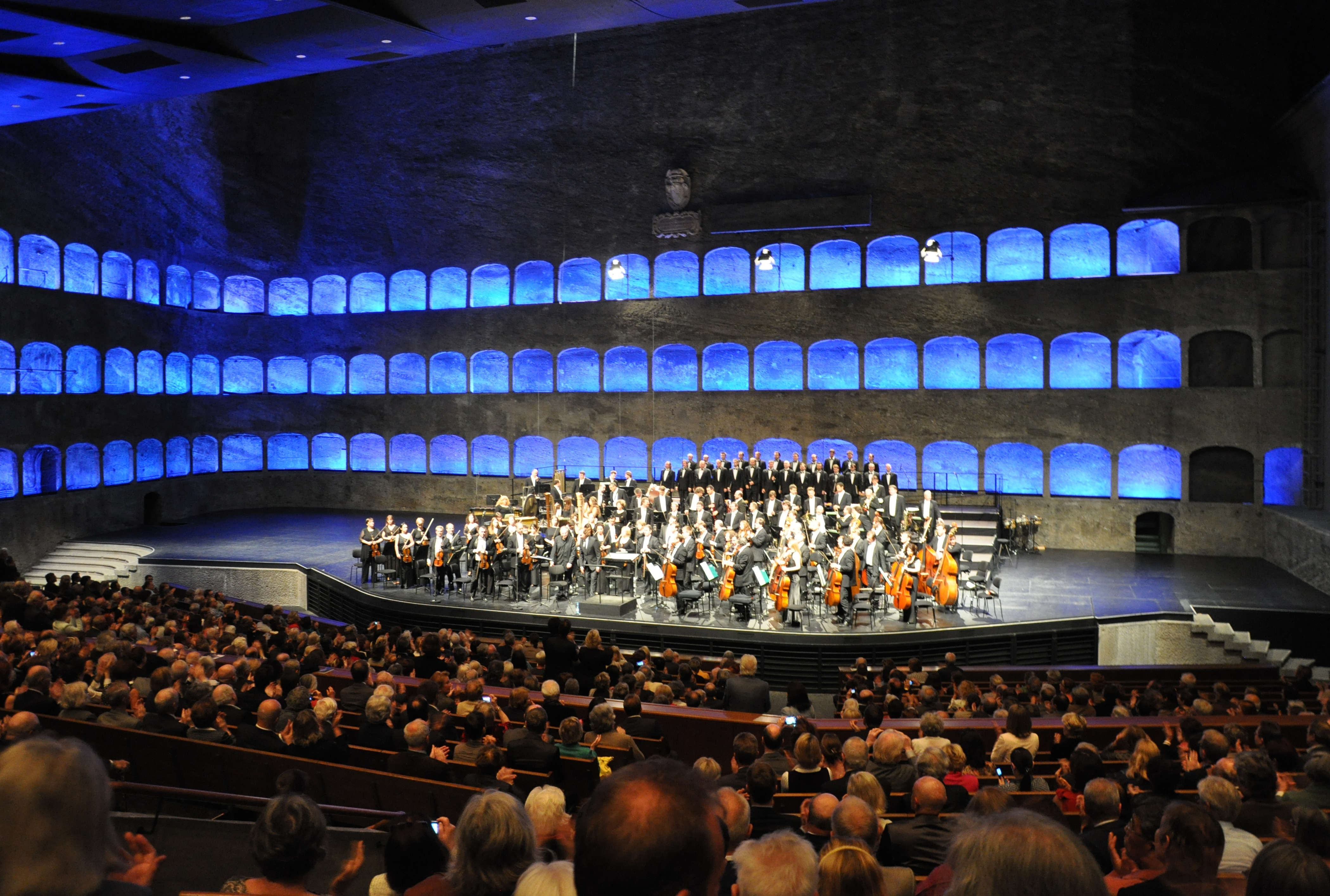
Konzert in der Felsenreitschule, 2013

Die Konzerte der Salzburger Festspiele stellen seit 1921 eine wichtige Säule des Festivals dar. Initiiert von Bernhard Paumgartner, dem späteren Präsidenten der Festspiele, fanden damals vier Orchesterkonzerte, drei Kammerkonzerte, eine Serenade und ein Konzert geistlicher Musik statt. Seit 1925 werden auch Liederabende, seit 1926 auch Solistenkonzerte veranstaltet. Seit 1927 zählt Mozarts c-Moll-Messe in der Stiftskirche St. Peter zu den Fixpunkten der Festspiele, seit 1949 auch die Mozart-Matineen im Mozarteum, beide wiederum von Bernhard Paumgartner initiiert.
Zentral sind die großen Orchesterkonzerte, oft auch mit Chören, Gesangs- oder Instrumentalsolisten. Die Wiener Philharmoniker bestreiten seit 1922 die Mehrzahl der Orchesterkonzerte und eröffnen auch alljährlich das Konzertprogramm. Wichtiges Charakteristikum der Salzburger Festspiele ist der Qualitätsanspruch bei Dirigenten und Solisten. Seit Ende der 1950er Jahre gastieren auch regelmäßig die besten Orchester aus ganz Europa, Nord- und Südamerika, Israel und Japan in Salzburg, zuerst die Berliner Philharmoniker, das Concertgebouworkest Amsterdam und das New York Philharmonic Orchestra, schließlich sämtliche weiteren namhaften Orchester der Welt. Gegenwärtig sind in einem Sommer zwischen zehn und fünfzehn Orchester in Salzburg zu hören, darunter auch führende Jugendorchester, Kammerorchester und Barockensembles, sowie auf zeitgenössische Musik spezialisierte Orchester und Musikervereinigungen.
Im Jahr 2012 hat der damalige Intendant Alexander Pereira die Ouverture spirituelle begründet, eine Konzertreihe mit geistlicher Musik verschiedener Konfessionen als Vorprogramm der eigentlichen Festspiele. 2013 gastierte das venezolanische Musikprojekt El Sistema mit vier Orchestern, einem Blechbläserensemble, zwei Chören und einem Streichquartett in Salzburg, El Sistema musizierte bei der Eröffnungsfeier, in zehn Konzerten und einer Kinderkonzertprobe. 2013 wurden sämtliche Symphonien Mahlers aufgeführt, 2014 standen alle neun Symphonien Bruckners auf dem Programm.

## Spielstätten

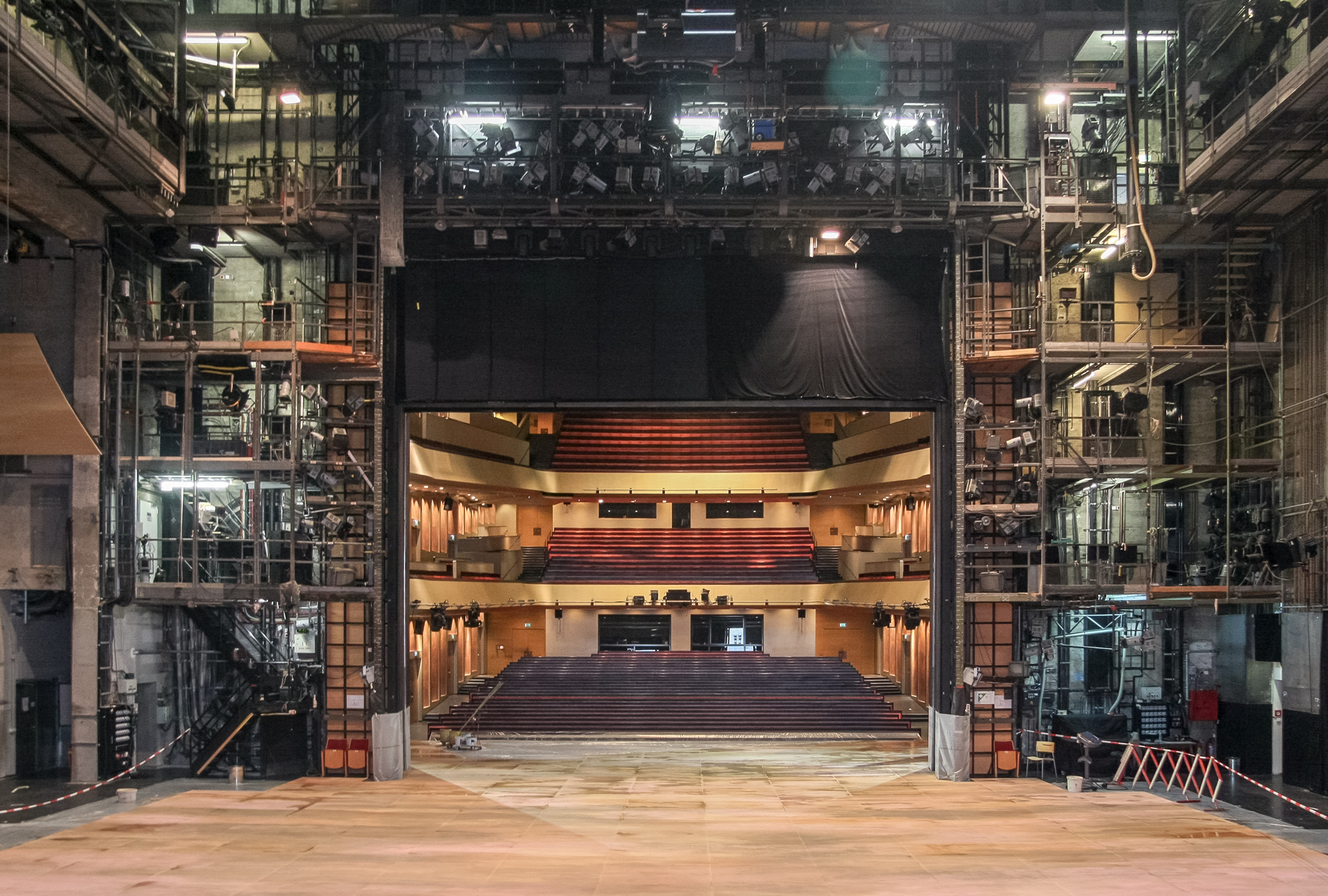
Das Haus für Mozart aus Sicht der Sänger

Nachdem die Pläne für ein Festspielhaus auf dem Mönchsberg (1890) und in Hellbrunn (1919) gescheitert waren, nahmen die Salzburger Festspiele der Gründerjahren die bestehenden Plätze, Paläste, Kirchen, Theater- und Konzertgebäude in Besitz: Am Domplatz wird alljährlich Hofmannsthals Jedermann aufgeführt, im Mozarteum und im Residenzhof werden Konzerte veranstaltet, im Landestheater Opern und Sprechstücke aufgeführt. Auch drei Salzburger Barockkirchen wurden als Spielstätten für die Festspiele geöffnet: Dom, Kollegienkirche und Stiftskirche Sankt Peter.
Als schließlich der Wunsch nach eigenen Spielstätten immer dringlicher wurde, konnten schrittweise drei Festspielhäuser auf dem Gelände der ehemaligen fürsterzbischöfliche Hofstallungen und Reitschulen errichtet werden:
- ein provisorisches Festspielhaus (1925), zuerst für das Schauspiel, dann auch für Oper und Konzert eingerichtet, das erst nach zahlreichen Umbauten im Jahr 2006 mit dem neuen Namen Haus für Mozart seine endgültige Form fand – mit 1.495 Sitzplätzen und 85 Stehplätzen,
- die Felsenreitschule (1926), erstmals von Max Reinhardt bespielt und ebenfalls bis 2011 mehrfach adaptiert – mit 1.412 Sitz- und 25 Stehplätzen, sowie
- das Große Festspielhaus (1960), eine von Clemens Holzmeister erbaute Panoramabühne mit einer Portalbreite von 32 Metern und 2.179 Sitzplätzen.

Die Ausweitung der Festspiele ab den 1990er Jahren führte dazu, dass weitere Spielstätten für das Schauspiel gefunden werden mussten: 1992 die Alte Saline auf der Perner-Insel in Hallein, schließlich auch das Szene Salzburg (das ehemalige Stadtkino/Republic), das Schauspielhaus Salzburg und fallweise die Eisarena Salzburg.

## Künstlerische Leitung der Festspiele
Bis 1991 lag die künstlerische Verantwortung in den Händen des Kuratoriums der Salzburger Festspiele. Klare Verantwortlichkeiten bestehen erst seit dem Antritt von Gerard Mortier, der die Leitung der Festspiele im Jahr 1991 übernahm und erstmals 1992 das Programm verantwortete. Der Intendant trägt die künstlerische Gesamtverantwortung, programmiert und besetzt selbst das Opernprogramm und hat das Vorschlagsrecht für die Leiter von Schauspiel und Konzert.
| Jahr | Intendanz           | Schauspiel         | Konzert                            |
| ---- | ------------------- | ------------------ | ---------------------------------- |
| 1992 | Gerard Mortier      | Peter Stein        | Hans Landesmann                    |
| 1992 | Gerard Mortier      | Peter Stein        | Hans Landesmann                    |
| 1994 | Gerard Mortier      | Peter Stein        | Hans Landesmann                    |
| 1995 | Gerard Mortier      | Peter Stein        | Hans Landesmann                    |
| 1996 | Gerard Mortier      | Peter Stein        | Hans Landesmann                    |
| 1997 | Gerard Mortier      | Peter Stein        | Hans Landesmann                    |
| 1998 | Gerard Mortier      | Ivan Nagel         | Hans Landesmann                    |
| 1999 | Gerard Mortier      | Frank Baumbauer    | Hans Landesmann                    |
| 2000 | Gerard Mortier      | Frank Baumbauer    | Hans Landesmann                    |
| 2001 | Gerard Mortier      | Frank Baumbauer    | Hans Landesmann                    |
| 2002 | Peter Ruzicka       | Jürgen Flimm       | Peter Ruzicka                      |
| 2003 | Peter Ruzicka       | Jürgen Flimm       | Peter Ruzicka                      |
| 2004 | Peter Ruzicka       | Jürgen Flimm       | Peter Ruzicka                      |
| 2005 | Peter Ruzicka       | Martin Kušej       | Peter Ruzicka                      |
| 2006 | Peter Ruzicka       | Martin Kušej       | Peter Ruzicka                      |
| 2007 | Jürgen Flimm        | Thomas Oberender   | Matthias Schulz                    |
| 2008 | Jürgen Flimm        | Thomas Oberender   | Matthias Schulz                    |
| 2009 | Jürgen Flimm        | Thomas Oberender   | Matthias Schulz                    |
| 2010 | Jürgen Flimm        | Thomas Oberender   | Matthias Schulz                    |
| 2011 | Markus Hinterhäuser | Thomas Oberender   | Matthias Schulz                    |
| 2012 | Alexander Pereira   | Sven-Eric Bechtolf | Alexander Pereira, Florian Wiegand |
| 2013 | Alexander Pereira   | Sven-Eric Bechtolf | Alexander Pereira, Florian Wiegand |
| 2014 | Alexander Pereira   | Sven-Eric Bechtolf | Alexander Pereira, Florian Wiegand |
| 2015 | Sven-Eric Bechtolf  | Sven-Eric Bechtolf | Florian Wiegand                    |
| 2016 | Sven-Eric Bechtolf  | Sven-Eric Bechtolf | Florian Wiegand                    |
| 2017 | Markus Hinterhäuser | Bettina Hering     | Florian Wiegand                    |
| 2018 | Markus Hinterhäuser | Bettina Hering     | Florian Wiegand                    |
| 2019 | Markus Hinterhäuser | Bettina Hering     | Florian Wiegand                    |
| 2020 | Markus Hinterhäuser | Bettina Hering     | Florian Wiegand                    |
| 2021 | Markus Hinterhäuser | Bettina Hering     | Florian Wiegand                    |
| 2022 | Markus Hinterhäuser | Bettina Hering     | Florian Wiegand                    |
| 2023 | Markus Hinterhäuser | Bettina Hering     | Florian Wiegand                    |
| 2024 | Markus Hinterhäuser | Marina Davydova    | Florian Wiegand                    |
| 2025 | Markus Hinterhäuser | N.N.               | Florian Wiegand                    |
| 2026 | Markus Hinterhäuser | N.N.               | Axel Hiller                        |
| 2027 | Markus Hinterhäuser | N.N.               | Axel Hiller                        |
| 2028 | Markus Hinterhäuser | N.N.               | Axel Hiller                        |
| 2029 | Markus Hinterhäuser | N.N.               | Axel Hiller                        |
| 2030 | Markus Hinterhäuser | N.N.               | Axel Hiller                        |

## Weitere Aspekte

### Theatermaske
Das noch heute verwendete Markenzeichen mit der griechischen Theatermaske, der rot-weißen Fahne und der Salzburger Festung auf goldenem Grund geht auf ein von Leopoldine Wojtek (1903–1978) für die Festspiele 1928 gestaltetes Plakat zurück. Die Künstlerin Konstanze Sailer beleuchtete ab 2018 die spätere Lebensgeschichte Wojteks und ihre Nähe zur NS-Ideologie. Die Salzburger Festspiele beauftragten in der Folge den Historiker Oliver Rathkolb und die Kulturwissenschaftlerin Anita Kern, die Causa wissenschaftlich zu untersuchen. Die Gutachten wurden veröffentlicht, die Festspielleitung entschied daraufhin, das Emblem weiterhin zu verwenden, da es „zeitlos“ sei und in seiner Formensprache eindeutig nicht der nationalsozialistischen Ideologie entspreche.

### Ökonomische Aspekte
Laut einer 2017 veröffentlichten Publikation der Wirtschaftskammer Salzburg würden die Salzburger Festspiele jährlich eine direkt und indirekte Wertschöpfung in Salzburg von 183 Mio. Euro und in Österreich von 215 Mio. Euro ergeben. Die Festspiele sollen damit in Salzburg eine Beschäftigung (inklusive der Jahresbeschäftigten und Saisonkräfte der Festspiele) von 2800 Vollzeitäquivalenten (Österreich 3400) sowie direkt und indirekt für die öffentliche Hand etwa 77 Mio. Euro an Steuern und Abgaben erwirtschaften.
2019 wurde in einem Rechnungshofbericht veröffentlicht, dass die Präsidentin der Festspiele, Helga Rabl-Stadler, etwa 220 000 Euro Jahressalär erhalten habe.

### Protestaktionen

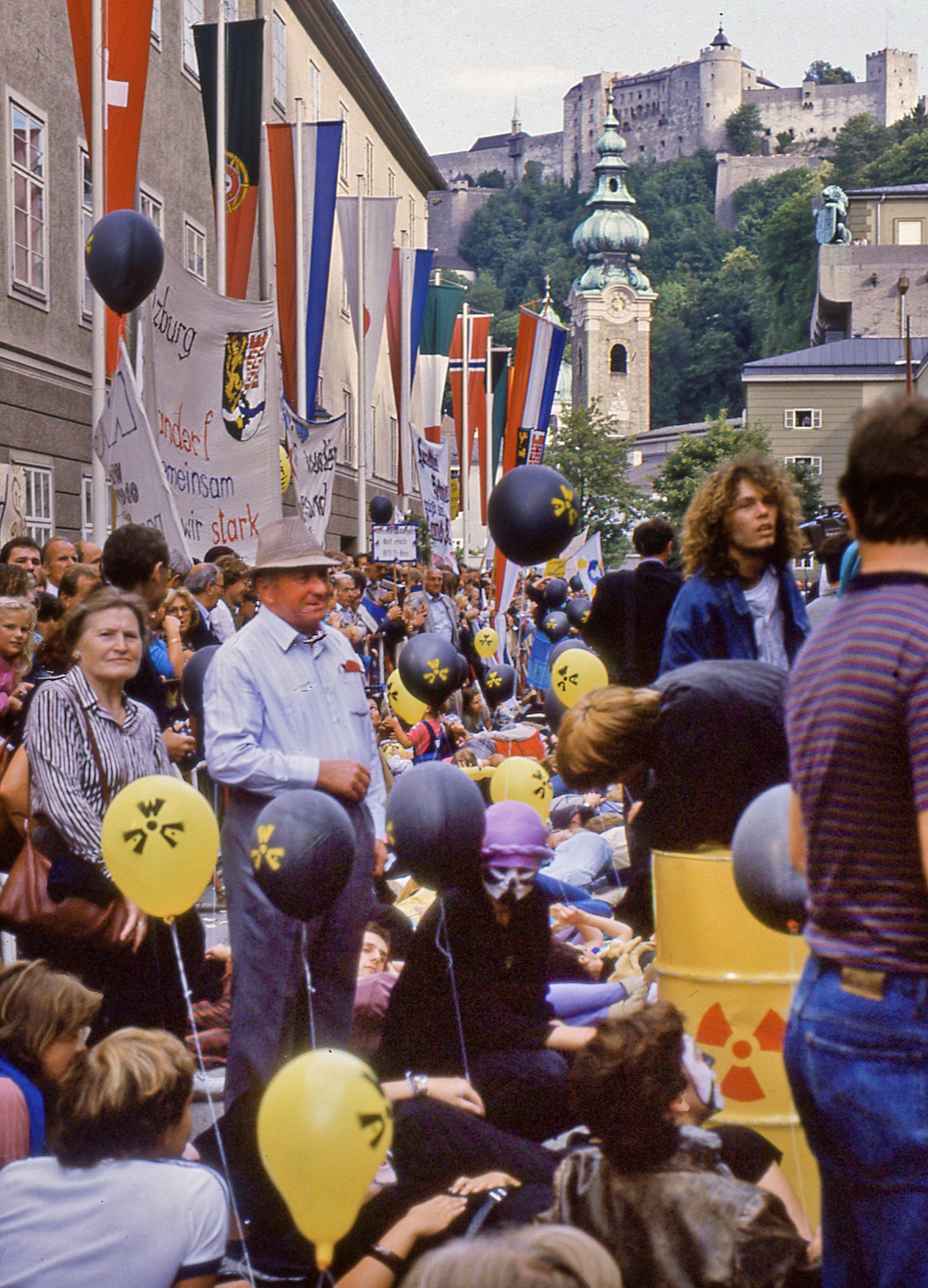
Die-in-Demonstration gegen die WAA 1986 (Festspielauffahrt - Hofstallgasse)

Die Festspiele ermöglichen Protestierenden eine große Aufmerksamkeit, da alljährlich viele Journalisten, Fernseh- und Radiosendungen von den Festspielen berichten.
Salzburger Protestspiele gegen die Wiederaufbereitungsanlage Wackersdorf

Vom 21. bis 27. Juli 1986 fanden parallel zu den Salzburger Festspielen die „Salzburger Protestspiele“ statt. Die Salzburger Atomkraftgegner nutzten die Festspiele, um ihren Besorgnissen nach Tschernobyl mit verschiedenen Aktionen Ausdruck zu verleihen. Am 27. Juli 1986 stellten Demonstranten vor dem Großen Festspielhaus ein Massensterben (Die-in) nach einem atomaren Störfall in der Wiederaufbereitungsanlage Wackersdorf dar. Die Gruppe „Mütter gegen Wackersdorf“ kam zur Festspieleröffnung in Trauerkleidung und betrieb einen Informationsstand. Der Protest richtete sich auch gegen den bayerischen Ministerpräsidenten Franz Josef Strauß. Dieser sagte daraufhin empört seinen Besuch bei den Festspielen ab. Am 6. September 1988 veranstalteten österreichische WAA-Gegner „Salzburger Protestspiele“ in Regensburg, an denen auch der Musiker Falco teilnahm.
Am 27. Juli 2011 erklärte die Linzer Aktionsgemeinschaft Social Impact den Beginn der Festspiele zum 1. Welttag gegen die Neidgesellschaft nach dem Motto Jeder hat ein Recht auf Reichtum. Gleichzeitig demonstrierte Bürgermeister Heinz Schaden gegen den Bau einer 380-kV-Stromleitung über den Gaisberg und seilte sich vom Mönchsberg über einem Protestplakat ab.

## Auszeichnungen
- 2013: International Opera Award in der Kategorie Festival
- 2014: International Opera Award in der Kategorie Neuinszenierung des Jahres (für Bellinis Norma)
- 2020: Hanns Martin Schleyer-Preis
- 2021: Österreichischer Musiktheaterpreis – Sonderpreis Courage und Ermutigung in der Pandemie[26][27]

## Filme
- Jedermann remixed, 2011, Regie: Hannes Rossacher, Soundtrack: Hans Theessink
- The Salzburg Festival. Dokumentarfilm 2006, Regie: Tony Palmer

## Weitere Festspiele in Salzburg
Zusätzlich zu den Sommer-Festspielen bestehen in der Stadt Salzburg:
- Die 1954 von Siegfried Hummer gegründeten Salzburger Schlosskonzerte. Seit 2017 werden die Konzerte unter dem neuen Namen Schlosskonzerte Mirabell im Marmorsaal von Schloss Mirabell veranstaltet.
- Die 1956 gegründete Mozartwoche, die von der Stiftung Mozarteum alljährlich in der Zeit um Mozarts Geburtstag, dem 27. Jänner, veranstaltet wird.
- Die 1967 gegründeten Osterfestspiele Salzburg, die finanziell und organisatorisch eigenständig sind.
- Die 1973 gegründeten Pfingstkonzerte Salzburg, aus denen die Salzburger Pfingstfestspiele hervorgegangen sind; sie sind seit 1998 finanziell und organisatorisch Teil der Sommer-Festspiele.
- Die 1977 gegründeten Aspekte Salzburg, ein alle zwei Jahre im April/Mai stattfindendes Festival für Musik unserer Zeit.
- Das 2006 gegründete Festival Dialoge, das alljährlich im Dezember Klassik und Moderne miteinander konfrontiert.
- Die 2009 gegründete Salzburg Biennale, ein Festival für Neue Musik, das 2016 beendet wurde.

## Literatur

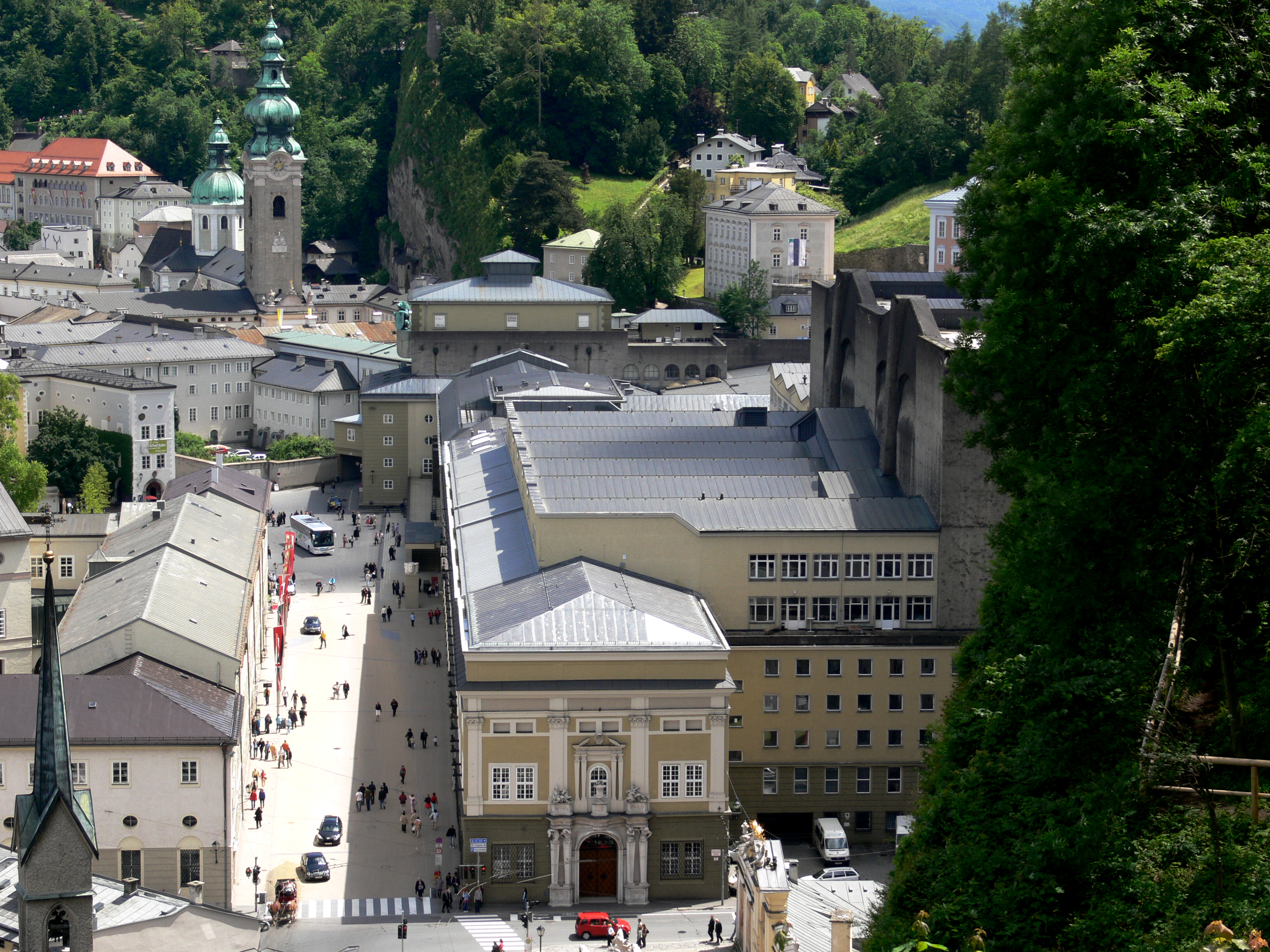
Festspielzentrum ist die Hofstallgasse. Rechts der für die Gasse namensgebende ehemalige fürsterzbischöfliche Hofmarstall, die in mehreren Bauphasen zu drei Festspielhäusern umgebaut wurde: Großes Festspielhaus (vorne), Felsenreitschule (in der Mitte zurückversetzt) und das Haus für Mozart. Teile der Bühnentechnik sind in den Berg hineingebaut. Im Hintergrund die Stiftskirche St. Peter, in der alljährlich Mozarts c-Moll-Messe aufgeführt wird.